# 五料橋
五料橋（ごりょうばし）は、群馬県佐波郡玉村町五料と伊勢崎市柴町の間の利根川に架かる群馬県道142号綿貫篠塚線の道路橋である。

## 歴史
最初は1891年（明治24年）に開通した舟橋（沼柴船橋）で、次に木橋。その後、1953年（昭和28年）に2連の木・鉄混合の吊り橋になって、1971年（昭和46年）に現在の橋が架かる。
現在の橋は県内初となる当時の最新工法だった、ディビダーク方式カンチレバー工法で架橋された。構造は2径間連続PCT型ラーメン箱桁橋と5径間連続PCラーメン箱桁橋の組み合わせ。橋長は544 mで幅員は9.5 m（全幅員10.1 m）で最大支間長は70.0 mである。
3月11日に発生した東日本大震災で被災した影響で、自動車は緊急車両を除き（自転車および歩行者は通行可能）通行止めになっていたが、翌月の4月1日正午に通行止めは解除され、4月20日午前6時に復旧工事が完了し、通行規制が解除された。

## 隣の橋
- 利根川

玉村大橋 - 伊勢玉大橋 - 五料橋 - 坂東大橋 - 上武大橋